# Nagus
Nagus – staw w Polsce, położony w województwie kujawsko-pomorskim, w granicach administracyjnych Torunia. 
Powierzchnia zbiornika wynosi 7,7 ha, a jego objętość wynosi 362,5 tys. m³. Średnia głębokość jest na poziomie 4,7 m, przy maksymalnej głębokości 10 m. 
Według badań przeprowadzonych przez Wojewódzki Inspektorat Ochrony Środowiska w 1999 roku Nagus posiadał II klasę czystości wód, a także III kategorię podatności na degradację.
Jest największym zbiornikiem wodnym w Toruniu. Okoliczne tereny mają charakter gliniasty, wydobywano tu glinę już od czasów średniowiecza. Staw jest pozostałością wyrobiska (tzw. glinianka).